# Alexander Oblinger
Alexander Oblinger (* 17. Januar 1989 in Augsburg) ist ein deutscher Eishockeyspieler, der zuletzt bis zum Ende der Saison 2024/25 bei den Augsburger Panthern aus der Deutschen Eishockey Liga (DEL) unter Vertrag gestanden und dort auf der Position des Centers gespielt hat. Zuvor war Oblinger bereits für die Eisbären Berlin, Nürnberg Ice Tigers, Straubing Tigers, ERC Ingolstadt und Kölner Haie in der DEL aktiv. Sowohl mit den Eisbären Berlin im Jahr 2009 als auch fünf Jahre später mit dem ERC Ingolstadt gewann Oblinger die Deutsche Meisterschaft.

## Karriere

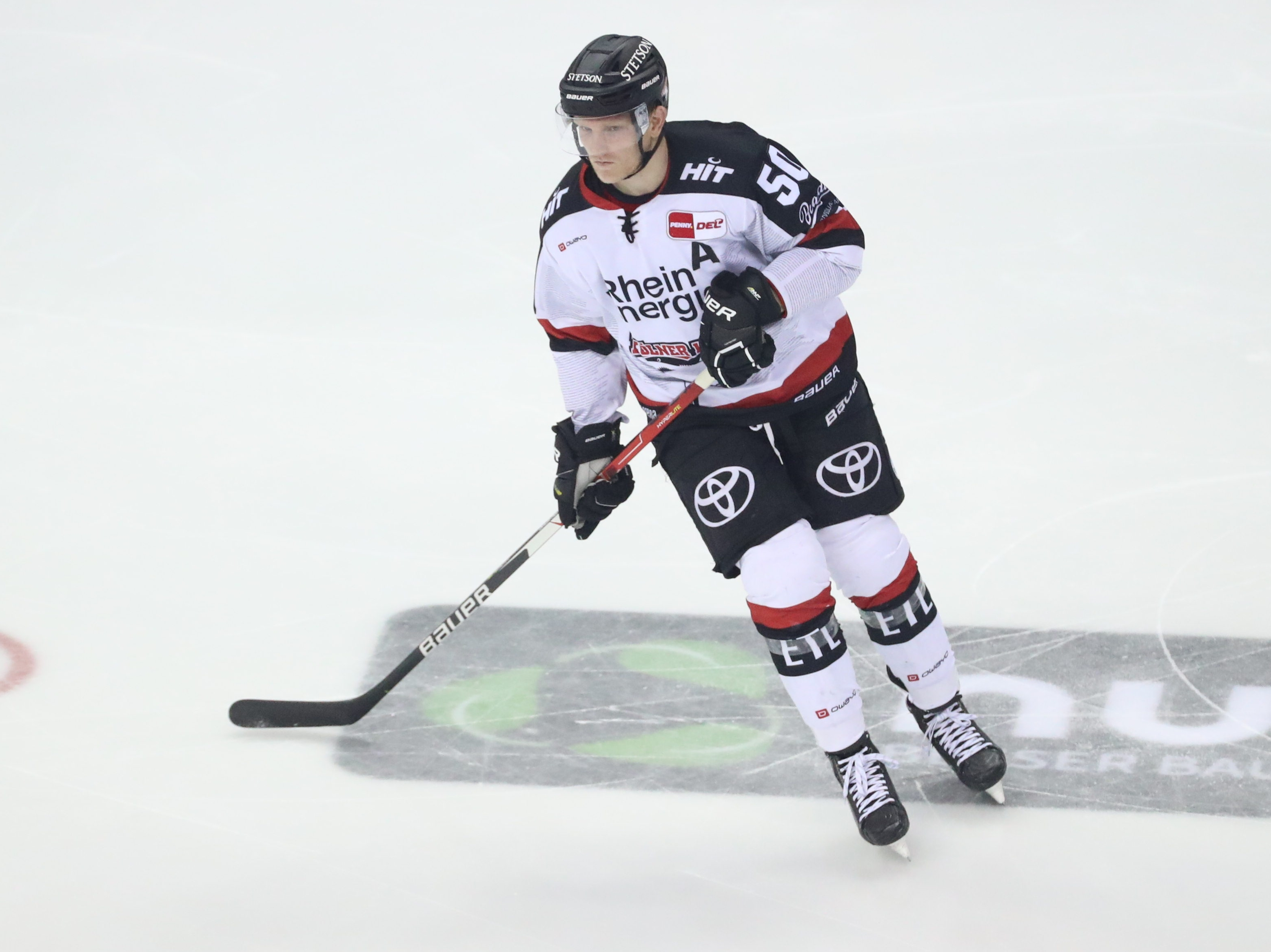
Oblinger im Trikot der Kölner Haie (2021)

Oblinger spielte von 2004 bis 2006 für die Juniorenmannschaft der Adler Mannheim in der Deutschen Nachwuchsliga (DNL). Dabei erzielte er in 67 Spielen 44 Scorerpunkte, darunter 21 Tore. Zur Spielzeit 2006/07 wechselte der rechtsschießende Mittelstürmer in den Nachwuchs der Kölner Haien, wo er zunächst hauptsächlich in der DNL-Mannschaft zum Einsatz kam. Mit dem Team gewann er im Finale gegen sein ehemaliges Team die Deutsche Meisterschaft in der DNL. Er wurde auch mit einer Förderlizenz für das Profiteam der Haie, das in der Deutschen Eishockey Liga (DEL) aktiv war, ausgestattet, wurde dort aber nicht eingesetzt. Im November 2006 veröffentlichte die National Hockey League (NHL) ihren ersten Scouting-Bericht für den NHL Entry Draft 2007. Oblinger lag dabei auf Platz acht unter den deutschen Talenten.
Ab der Saison 2007/08 spielte der Angreifer für die Eisbären Berlin, wurde aber zumeist bei den Eisbären Juniors Berlin in der drittklassigen Oberliga Nord eingesetzt. Nach der Spielzeit 2008/09 wechselte der Stürmer zu den Dresdner Eislöwen in die 2. Bundesliga, wo er allerdings nur ein Jahr blieb. Nach der Spielzeit folgte zur Saison 2010/11 der Wechsel zurück in die DEL. Oblinger unterschrieb einen Vertrag bei den Nürnberg Ice Tigers. Nach zwei Jahren verließ er die Ice Tigers und schloss sich dem ERC Ingolstadt an. In seiner Premierensaison bei den Oberbayern erreichte er mit dem Team das Playoff-Viertelfinale, in der Saison 2013/14 wurde Oblinger mit seiner Mannschaft Deutscher Meister.
Nach zwei Jahren in Ingolstadt kehrte der Rechtsschütze zu den Nürnberg Ice Tigers zurück. Nach einem erneuten zweijährigen Engagement in Nürnberg verließ Oblinger die Ice Tigers nach der Saison 2015/16 und schloss sich den Straubing Tigers an. Dort war er ebenfalls zwei Spielzeiten lang aktiv. Zur Spielzeit 2018/19 erfolgte die Rückkehr zu den Kölner Haien, wo er bis einschließlich zur Saison 2022/23 spielte. Im Juli 2023 wechselte er zu den Augsburger Panthern in seine Geburtsstadt.

### International
Bei der U18-Junioren-Weltmeisterschaft 2006 kam Oblinger zu seinem ersten Turniereinsatz für eine Auswahl des Deutschen Eishockey-Bundes und schaffte mit dem Nationalteam den Klassenerhalt, blieb jedoch in allen sechs Spielen ohne Scorerpunkt. Im Jahr 2009 wurde er für die U20-Junioren-Weltmeisterschaft nominiert und erzielte im Kader der deutschen U20-Auswahl einen Assist in sechs Spielen.
Im Herbst 2019 wurde Oblinger für den Deutschland Cup nominiert und bestritt dort zwei Spiele im Trikot der DEB-Auswahl.

## Erfolge und Auszeichnungen
| - 2005 DNL-Meister mit den Jungadler Mannheim - 2006 DNL-Meister mit den Jungadler Mannheim - 2007 DNL-Meister mit den Kölner Junghaien | - 2009 Deutscher Meister mit den Eisbären Berlin - 2014 Deutscher Meister mit dem ERC Ingolstadt |

## Karrierestatistik
Stand: Ende der Saison 2024/25

### International
Vertrat Deutschland bei:
- World U-17 Hockey Challenge 2006
- U18-Junioren-Weltmeisterschaft 2006
- U18-Junioren-Weltmeisterschaft 2007
- U20-Junioren-Weltmeisterschaft 2009

(Legende zur Spielerstatistik: Sp oder GP = absolvierte Spiele; T oder G = erzielte Tore; V oder A = erzielte Assists; Pkt oder Pts = erzielte Scorerpunkte; SM oder PIM = erhaltene Strafminuten; +/− = Plus/Minus-Bilanz; PP = erzielte Überzahltore; SH = erzielte Unterzahltore; GW = erzielte Siegtore; 1 Play-downs/Relegation; Kursiv: Statistik nicht vollständig)